# Metal Mind Productions
La Metal Mind Productions (MMP) è una casa discografica polacca fondata nel 1987 da Tomasz Dziubiński. È una delle principali etichette indipendenti polacche, con più di 10 milioni di articoli venduti. L'MMP lavora soprattutto con artisti rock ed heavy metal. Come distributrice, ha collaborato con altre etichette, come MVD, Roadrunner Records, Sony Music Entertainment e Plastic Head. La MMP è anche editrice di Metal Hammer, una delle riviste heavy metal più vecchie pubblicate in Polonia. Come agenzia musicale, è l'organizzatrice di Metalmania, uno dei più grandi eventi heavy metal dell'Europa centro-orientale. Inoltre ha organizzato più di mille concerti, fra cui l'edizione del 1991 del Monsters of Rock polacco.